# Bellefontaine (Ohio)
Bellefontaine ist eine City in und Verwaltungssitz von Logan County, Ohio, Vereinigte Staaten. Die Bevölkerung betrug 14.115 Einwohner bei der Volkszählung 2020. Bellefontaine wird durch einen gewählten Bürgermeister mit gewähltem Stadtrat verwaltet.
Der höchste Punkt in Ohio, Campbell Hill, liegt innerhalb der Stadtgrenzen von Bellefontaine.

## Geographie
Bellefontaine liegt an der Kreuzung von U.S. Highway 68 mit Ohio State Route 47 und Ohio State Route 540. Der autobahnähnlich ausgebaute U.S. Highway 33 verläuft am nördlichen Rand der Stadt vorbei. Der Bellefontaine Regional Airport befindet sich etwa acht Kilometer entfernt vom Zentrum und ersetzte 2002 den Bellefontaine Municipal Airport.
Nach den Angaben des United States Census Bureau hat die Stadt eine Gesamtfläche von 22,7 km², darunter sind keine nennenswerten Gewässerflächen.

## Geschichte
Der Name Bellefontaine ist dem Französischen entlehnt und nimmt auf die zahlreichen Quellen in der Gegend Bezug.

### Blue Jacket’s Town
Um 1777 ließen sich hier Shawnee unter der Führung von Blue Jacket (Weyapiersenwah) nieder. Diese bewohnten zuvor ein Dorf am Scioto River, als aber der Amerikanische Unabhängigkeitskrieg in das Ohio Country übergriff, verlegten Blue Jacket und andere Indianer ihre Aufenthaltsorte näher an den Stützpunkt ihrer Verbündeten in Detroit heran. Diese Siedlung war als Blue Jacket’s Town bekannt und wurde bei Logan’s Raid zerstört. Dieser Überfall durch Milizen aus Kentucky fand 1786 zu Beginn des Northwest Indian War unter der Führung von Benjamin Logan statt, dem Namensgeber für das Logan County. Blue Jacket und seine Gefolgsleute zogen weiter nach Nordwesten an den Maumee River.
Zu Beginn des 19. Jahrhunderts ließen sich schließlich Veteranen aus dem Unabhängigkeitskrieg sowie Siedler aus Virginia anderswo hier nieder. Bellefontaine befindet sich etwa an der Grenze des Virginia Military Districts, aber der Vertrag von Greenville, der das Land der Amerikaner von den durch die Ureinwohner besiedelten Gebiete abgrenzte, wurde in diesem Gebiet nur dürftig umgesetzt.

### Eisenbahnen
Die Stadt wurde 1820 offiziell gegründet. Die Mad River and Lake Erie Railroad erbaute 1837 die erste Bahnstrecke in Bellefontaine. Damit nahm die Geschichte der Eisenbahn in Bellefontaine, die ihren Höhepunkt nach den 1890er Jahren erreichte, als die Cleveland, Cincinnati, Chicago and St. Louis Railroad (Big Four Railroad) hier eines ihrer Hauptdepots erbaute, dessen Rundhaus damals das größte zwischen New York City und Saint Louis in Missouri war.
Auch nach dem Niedergang des Eisenbahnverkehrs in der zweiten Hälfte des 20. Jahrhunderts und der Betriebseinstellung des Bahnhofes der Big Four im Jahr 1983 blieb Bellefontaine ein wichtiger Knotenpunkt auf der Karte der nordamerikanischen Eisenbahnstrecken, da sich hier die Strecken von CSX Transportation nach Cleveland, Indianapolis und Dayton kreuzen.

### Straßenverkehr
1891 wurde in Bellefontaine die erste aus Beton gebaute Straße in den Vereinigten Staaten gebaut. George Bartholomew hatte ein Verfahren zum Gießen von Straßenbelägen entwickelt, das Portland-Zement verwendete. Ein kurzer Abschnitt der Main Street an der westlichen Seite des Logan County Courthouses war das erste Stück Straße, das derart ausgebaut wurde, und nachdem sich das neue Verfahren bewährte, wurde auch die Court Avenue betoniert. Die Main Street hat heute eine Asphaltdecke, auf der Court Avenue ist der vor mehr als einem Jahrhundert betonierte Straßenbelag erhalten.
Honda eröffnete 1979 ein Werk im benachbarten Marysville, das seitdem mehrfach erweitert wurde. 2009 ist der Ort von Hondas Betrieben in Marysville, East Liberty, Russells Point, Anna und Troy umgeben. Honda ist somit der größte Arbeitgeber für Bellefontaine und die nähere Umgebung.

### Campbell Hill und Militärstützpunkt

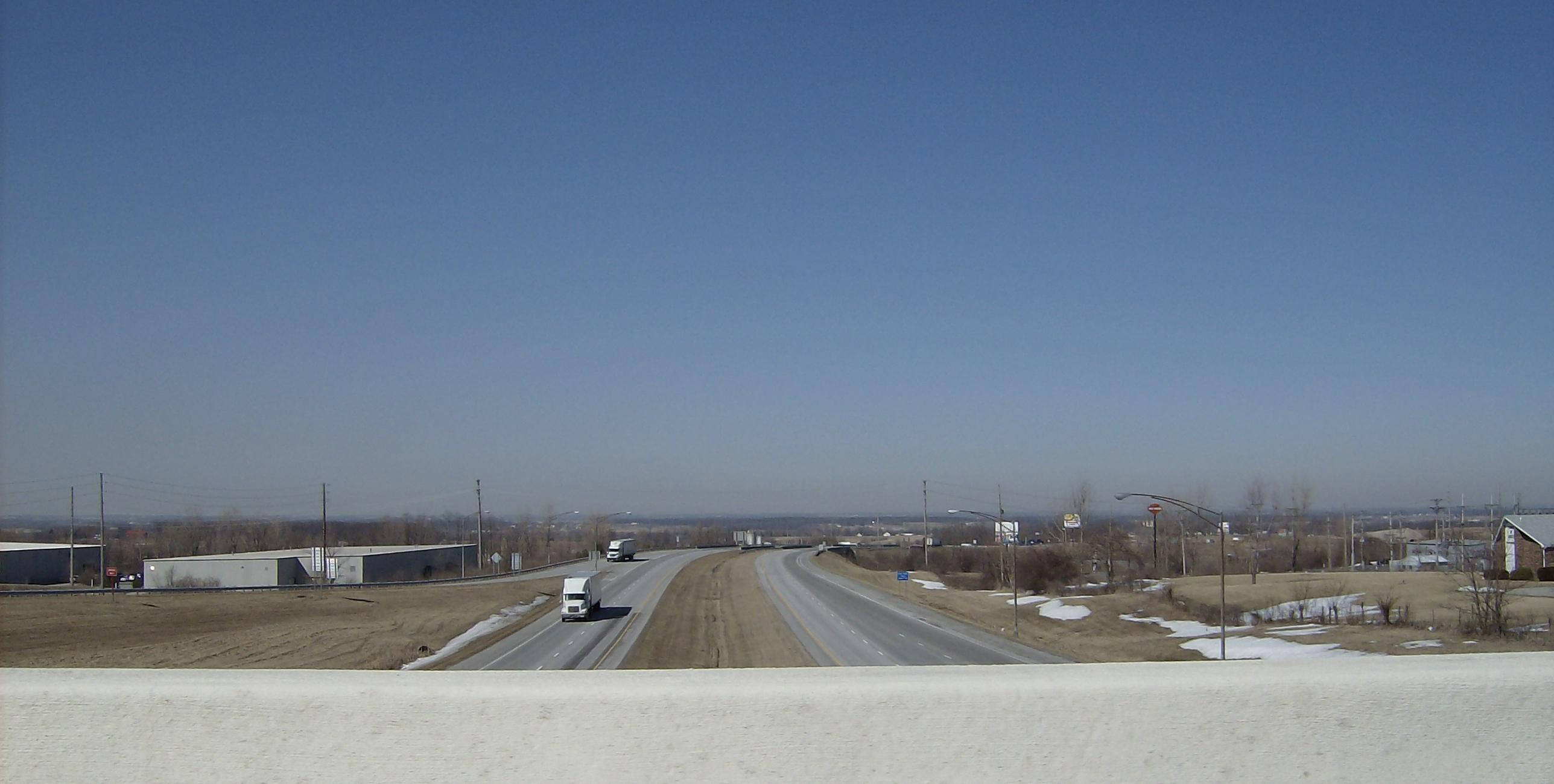
Blick nach Westen über den U.S. Highway 33 hinweg, nördlich der Stadt in der Nähe von Campbell Hill

Die europäischen Siedler bezeichneten Campbell Hill zunächst als Hogue’s Hill, was möglicherweise eine Falschschreibung des Namens von Solomon Rogue war, der das Land 1830 besaß. 1898 gelangte das Gelände in das Eigentum von Charles D. Campbell, der es später an August Wagner verkaufte, dem eigentlichen Braumeister der Biermarken Augustiner und Gambrinus.
Die Familie Wagners stellte 1950 Campbell Hill und die umliegenden 57,5 Acre (rund 23 Hektar) der Bundesregierung der Vereinigten Staaten. Diese stationierte hier 1951 die 664th Aircraft Control and Warning Squadron. Die Einheit war während des Kalten Krieges dafür verantwortlich, den Luftraum auf mögliche Angriffe durch die Sowjetunion zu überwachen. Die Station und ähnliche Einheiten wurden schließlich durch den North American Aerospace Defense Command (NORAD) ersetzt und die Basis Bellefontaine wurde 1969 geschlossen.
Auf dem Berg wurde 1974 eine Schule eingerichtet, das Ohio Hi-Point Career Center.

### Holland Theater

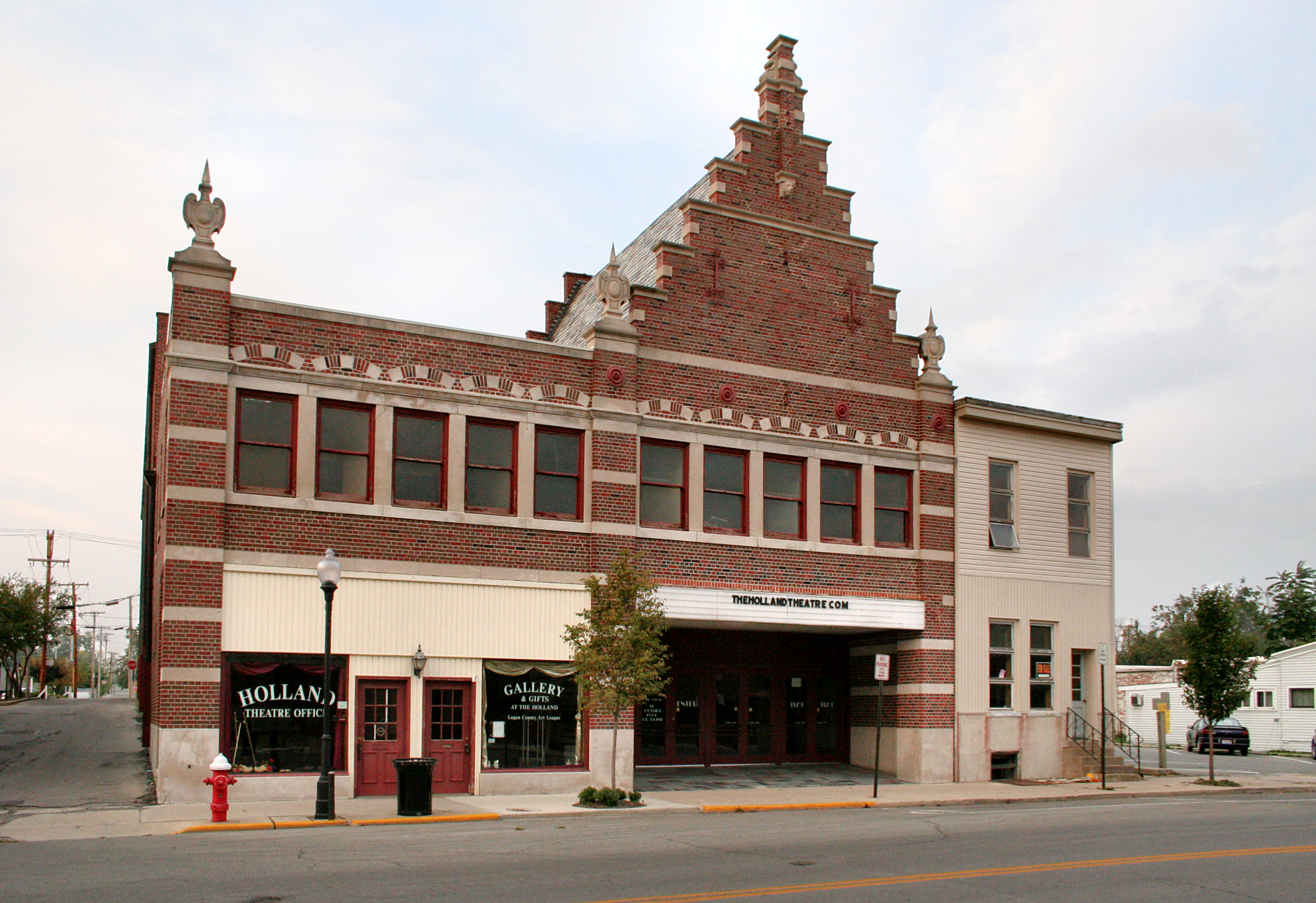
Holland Theatre

Das Holland Theater ist ein ehemaliges Theater aus den 1930er Jahren, das später in ein Kino umgewandelt und 1998 geschlossen wurde. Das Gebäude wird im National Register of Historic Places geführt und erfährt in den letzten Jahren eine neue Nutzung durch kulturelle Veranstaltungen.

## Sehenswürdigkeiten

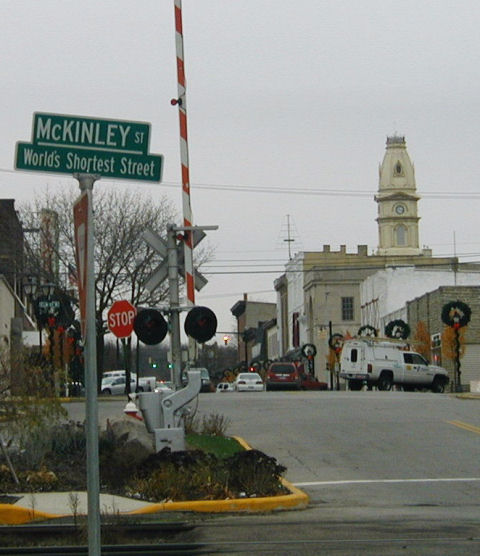
Das Straßenschild an der McKinley Street: „World’s Shortest Street“

Die City of Bellefontaine gibt an, dass die nur sechs Meter lange McKinley Street die kürzeste Straße in den Vereinigten Staaten sei. Eine Hinweistafel an der Straße gibt zwar an, es handle sich um die kürzeste Straße der Welt, zumindest seit November 2006 hält diesen Rekord allerdings Ebenezer Place in Wick, Schottland.
Weitere Sehenswürdigkeiten sind das Haus, in dem Edward D. Jones sein Unternehmen begann und die United Methodist Church, wo der Pfarrer Norman Vincent Peale seine Karriere begann.

## Demographie
Zum Zeitpunkt des United States Census 2000 bewohnten Bellefontaine 13.069 Personen. Die Bevölkerungsdichte betrug 576,0 Personen pro km². Es gab 5722 Wohneinheiten, durchschnittlich 252,2 pro km². Die Bevölkerung Bellefontaines bestand zu 90,82 % aus Weißen, 5,13 % Schwarzen oder African American, 0,15 % Native American, 0,93 % Asian, 0,04 % Pacific Islander, 0,53 % gaben an, anderen Rassen anzugehören und 2,40 % nannten zwei oder mehr Rassen. 1,12 % der Bevölkerung erklärten, Hispanos oder Latinos jeglicher Rasse zu sein.
Die Bewohner Bellefontaines verteilten sich auf 5319 Haushalte, von denen in 34,1 % Kinder unter 18 Jahren lebten. 45,7 % der Haushalte stellten Verheiratete, 14,4 % hatten einen weiblichen Haushaltsvorstand ohne Ehemann und 35,4 % bildeten keine Familien. 30,5 % der Haushalte bestanden aus Einzelpersonen und in 11,9 % aller Haushalte lebte jemand im Alter von 65 Jahren oder mehr alleine. Die durchschnittliche Haushaltsgröße betrug 2,43 und die durchschnittliche Familiengröße 3,01 Personen.
Die Bevölkerung verteilte sich auf 28,1 % Minderjährige, 10,0 % 18–24-Jährige, 29,1 % 25–44-Jährige, 19,9 % 45–64-Jährige und 12,9 % im Alter von 65 Jahren oder mehr. Das Durchschnittsalter betrug 33 Jahre. Auf jeweils 100 Frauen entfielen 90,9 Männer. Bei den über 18-Jährigen entfielen auf 100 Frauen 86,4 Männer.
Das mittlere Haushaltseinkommen in Bellefontaine betrug 36.029 US-Dollar und das mittlere Familieneinkommen erreichte die Höhe von 42.126 US-Dollar. Das Durchschnittseinkommen der Männer betrug 34.637 US-Dollar, gegenüber 22.849 US-Dollar bei den Frauen. Das Pro-Kopf-Einkommen belief sich auf 17.781 US-Dollar. 12,9 % der Bevölkerung und 14,6 % der Familien hatten ein Einkommen unterhalb der Armutsgrenze, davon waren 20,7 % der Minderjährigen und 7,0 % der Altersgruppe 65 Jahre und mehr betroffen.

## Söhne und Töchter der Stadt
- James Flora (1914–1998), Gebrauchsgrafiker und bildender Künstler, Kinderbuchautor
- Melville J. Herskovits (1895–1963), Anthropologe
- Kin Hubbard (1868–1930), Cartoonist, Humorist und Journalist
- Moses A. McCoid (1840–1904), Politiker, Mitglied im US-Repräsentantenhaus
- Robert A. McIntosh (* 1943), Generalmajor der United States Air Force